# Kim Il-sung-universitetet

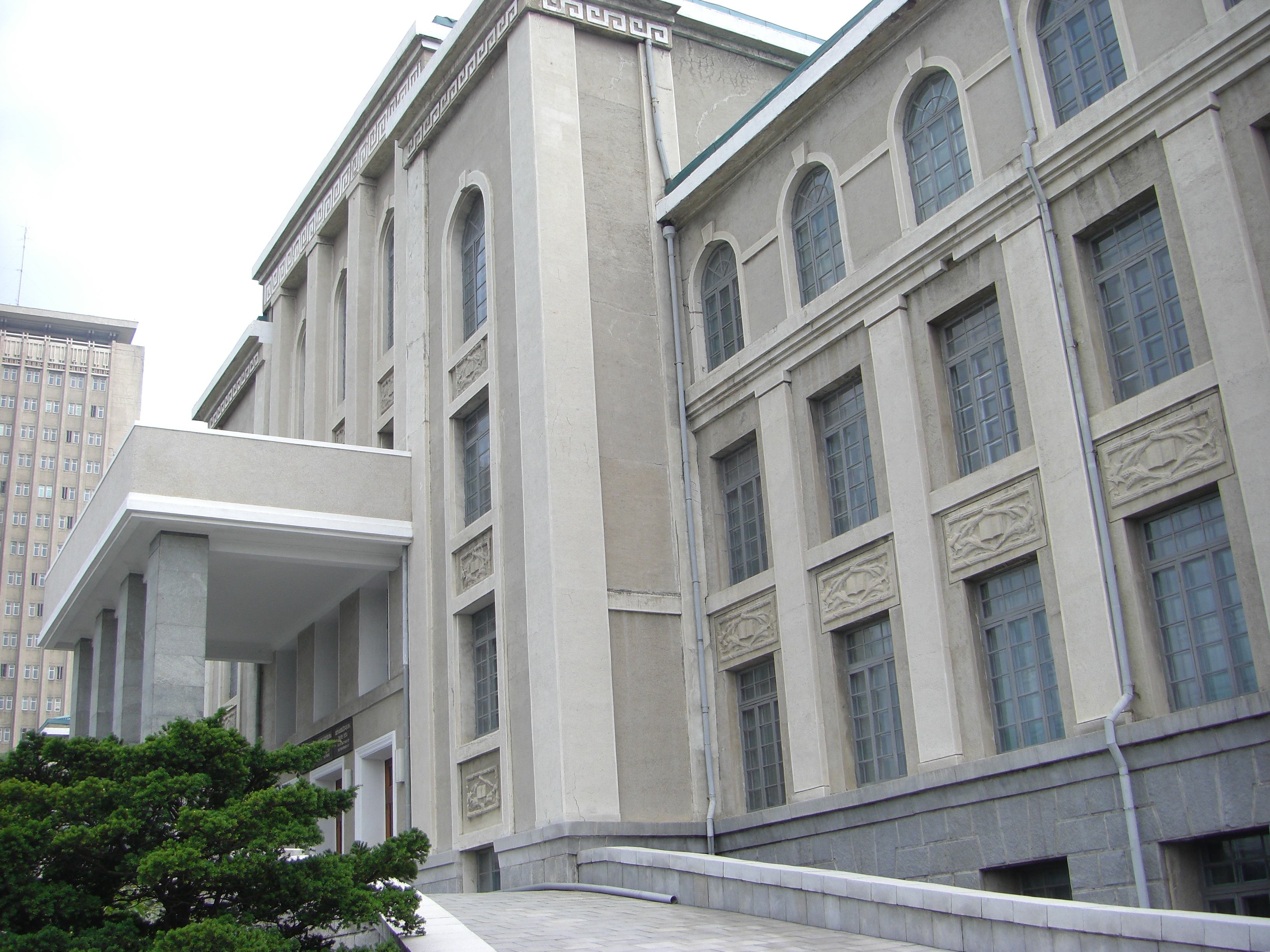
Kim Il-sung-universitetet.

Kim Il-sung-universitetet är ett universitet i Pyongyang i Nordkorea. Skolan etablerades den 1 oktober 1946 och är det första universitetet som startats i landet.
Beslutet till att etablera ett universitet togs i juli 1946 av Koreas arbetarparti. Universitetet fick sitt namn 1948 efter landets ledare Kim Il-sung, vilket var mycket tidigt med tanke på hur ung hans regim då var. Anläggningen består av flera byggnader, en bronsstaty av grundläggaren Kim Il-sung och flera reliker från Kim Jong-ils studentår. 1964 skildes Pyongyangs universitet för internationella studier från Kim Il-sung-universitetet.
Kim Il-sung-universitetet är en elitskola för det mesta partitrogna studenterna. För att nå upp till antagningsvillkoren krävs en rekommendation både från rektor vid studentens tidigare skola, samt ett registrerat medlemskap i Koreas arbetarparti. Antagning baseras på tre punkter: akademiska meriter, hur den sökande står i förhållande till partiet och samfundet, samt sökarens status. Sistnämnda avgörs av föräldrarnas engagemang i partiet och om de ansågs som proletärer vid partiets grundande.
Universitetet har ungefär 12 000 studenter och 1 200 anställda som fördelar sig på 14 fakulteter och tio forskningsinstitutioner. Ett IP-nätverk knyter ihop universitetet med Folkets stora studiehall och Kim Chaeks tekniska universitet.
Universitetets campus är 1 560 000m² stort och består av ett vetenskapligt bibliotek med över 2 miljoner verk, en idrottsanläggning, museer, tryckeri och ett sjukhus. Internatet som hör till universitetet har plats för 10 000 studenter.

## Utbildningar och linjer

### Samhällsrelaterade
- Historia
- Filosofi
- Ekonomi och statsförvaltning
- Juridik
- Koreanska språket
- Utländska språk

### Naturrelaterade
- Fysik
- Matematik
- Biologi
- Geografi
- Kemi
- Geologi
- Atomenergi
- Automation